# Cinclodes nigrofumosus
Cinclodes-costeiro-chileno ou pedreiro-do-litoral (Cinclodes nigrofumosus) é uma espécie de ave da família Furnariidae.
É endémica do Chile.
Os seus habitats naturais são: costas rochosas.